# Чернавин, Борис Иванович
Борис Иванович Черна́вин (1912—1980) — советский хозяйственный, государственный и политический деятель.

## Биография
Родился в 1912 году в Екатеринбурге.
Окончил металлургический техникум Верх-Исетского завода (1933), техник-металлург; Уральский политехнический институт (1949), инженер-металлург. Член КПСС.
В 1933—1972 годах — на Верх-Исетском металлургическом заводе: рабочий, мастер, начальник смены, заместитель начальника, начальник листопрокатного цеха, главный инженер, в 1955—1972 годах — директор.
Умер в Свердловске 8 мая 1980 года. Похоронен на Широкореченском кладбище.

## Награды
- два ордена Ленина (1958, 1966),
- три ордена Трудового Красного Знамени (трижды),
- орден «Знак Почета»,
- медали.
- Сталинская премия третьей степени (1947) — за разработку и внедрение в производство метода горячей прокатки тонколистовой электротехнической стали.